# Université de politique et de droit du Nord-ouest (Chine)
L'université de politique et de droit du Nord-ouest (chinois simplifié : 西北政法大学 ; pinyin : xīběi zhèngfǎ dàxué) est une université chinoise située à Xi'an. Fondé en 1937, L'université est l'une des plus anciennes écoles supérieures de politique et de droit de la république populaire de Chine et dans le nord-ouest de Chine.
Elle compte maintenant 2 campus, 17 départements d'enseignement et Il y a approximativement 12 000 étudiants.